# Nelson S. Bond
Pour les articles homonymes, voir Bond.
Nelson Slade Bond, né le 23 novembre 1908 à Scranton en Pennsylvanie et mort le 6 novembre 2006  à Roanoke, en Virginie, est un écrivain américain de science-fiction. Il a aussi travaillé pour des maisons d'édition, des radios, des télévisions.

## Œuvres

### Romans
- (en) Exiles of Time, Prime Press, 1949
- (en) That Worlds May Live, Wildside, 2003

### Recueil de nouvelles
- (en) Mr. Mergenthwirker's Lobblies and Other Fantastic Tales, Coward-McCann, 1946
- (en) The Thirty-First of February, Gnome Press, 1949
- (en) The Remarkable Exploits of Lancelot Biggs, Spaceman, Doubleday, 1950
- (en) No Time Like the Future, Avon Publications, 1954
- (en) Nightmares and Daydreams, Arkham House, 1968
- (en) The Far Side of Nowhere, Arkham House, 2002
- (en) Other Worlds Than Ours, Arkham House, 2005

### Nouvelles
- L’Île des conquérants, 1984 ((en) Conqueror's Isle, 1946).
- Profession : demi-dieu (« Occupation : Demigod »), in Les Meilleurs Récits de Unknown (1976).

### Autres travaux
- (en) The Postal Stationery of Canada, Herman Herst, 1953
- (en) James Branch Cabell : A Complete Checklist, 1974